# 柴 (姓)
柴（さい）は、漢姓の一つ。

## 中国の姓
《百家姓》中の第325位。2020年の中華人民共和国の統計では人数順の上位100姓に入っておらず、台湾の2018年の統計では241番目に多い姓で、1,142人がいる。

### 著名な人物
- 柴武 - 秦末から前漢初期の前漢の武将。
- 柴栄 - 五代後周の第2代皇帝。
- 柴紹 - 唐の軍人、凌煙閣二十四功臣の一人。
- 柴文瀚（中国語版） - 港島区議員。
- 柴沢民 - 中国の外交官。初代駐米大使。
- 柴玲 - 中国の民主化活動家で六四天安門事件の学生指導者。

## 朝鮮の姓
柴（さい、シ、朝: 시）は、朝鮮人の姓の一つである。

### 著名な人物
- 柴政坤（朝鮮語版） - 韓国の言語学者、KAISTの教授。

### 氏族
伝統的に本貫は主に泰仁・金化の2つであるが、朝鮮氏族通報には綾郷柴氏も記載がある（但し泰仁柴氏の分派に推測）。中国高辛氏の後裔という。
高麗顕宗の時の興化鎭頭に柴臣雲という人物がおり、増補文献備考や陶谷叢説にも柴氏が現れる。
| 氏族（地域） | 創始者 | 人数（2015年） | 備考     |
| ------------ | ------ | -------------- | -------- |
| 慶州柴氏     |        | 13             |          |
| 綾京柴氏     |        | 77             |          |
| 綾陽柴氏     |        | 299            | 능양시씨 |
| 綾州柴氏     |        | 158            |          |
| 綾郷柴氏     |        | 931            | 능향시씨 |
| 綾陽柴氏     |        | 10             | 릉양시씨 |
| 綾郷柴氏     |        | 9              | 릉향시씨 |
| 淅江柴氏     |        | 19             |          |
| 詩山柴氏     |        | 85             |          |
| 浙江柴氏     |        | 99             |          |
| 泰仁柴氏     |        | 184            |          |
| 平壌柴氏     |        | 191            |          |

### 人口と割合
| 年度   | 人口    | 世帯数    | 順位         | 割合 |
| ------ | ------- | --------- | ------------ | ---- |
| 1960年 | 511人   |           | 258姓中148位 |      |
| 1985年 |         | 1,538世帯 | 274姓中149位 |      |
| 2000年 |         |           |              |      |
| 2015年 | 2,114人 |           |              |      |